# Fútbol femenino en los Estados Unidos

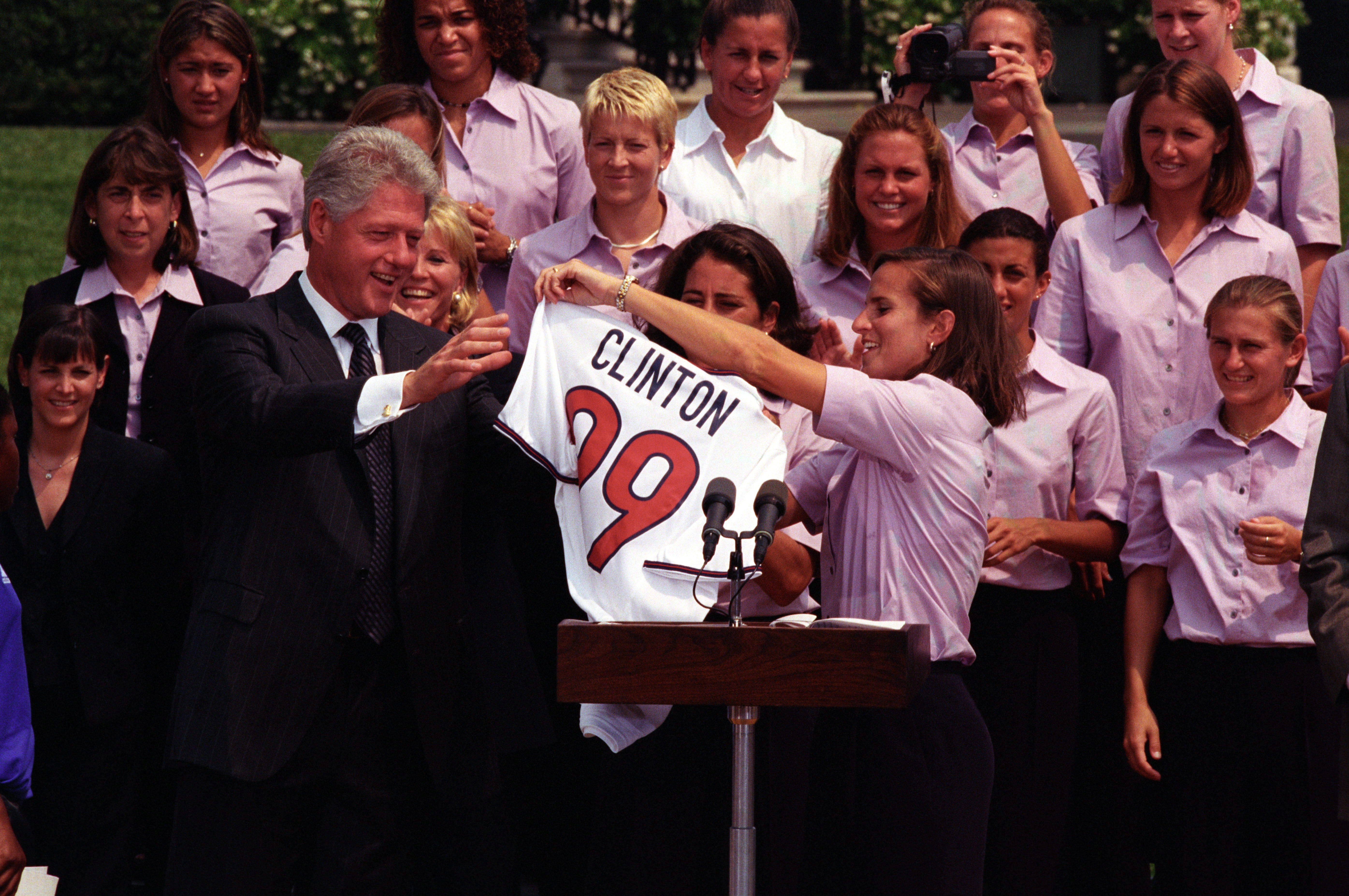
El presidente Bill Clinton y la selección celebrando la segunda Copa del Mundo ganada, 1999.

El fútbol femenino en los Estados Unidos es el deporte más popular entre las mujeres. Está muy bien organizado tanto colegial como universitariamente y es profesional.
Se ha desarrollado de manera bastante diferente al fútbol masculino y no fue recién hasta los años 1970, cuando empezó a crecer masivamente. La selección nacional es considerada la mejor del mundo desde los años 1990, lidera la clasificación mundial de la FIFA casi ininterrumpidamente y se consagró campeona mundial en  cuatro oportunidades; más que ninguna otra.
La National Women's Soccer League es la liga más importante del hemisferio occidental; tanto económica, popular y profesionalmente; se estableció en 2012, es organizada por la Federación de Fútbol de los Estados Unidos (USSF) y actualmente la disputan doce equipos de todo el país.
Los Estados Unidos han aportado la mayoría de las mejores futbolistas de la historia, como: Carin Jennings-Gabarra, Mia Hamm, Briana Scurry, Joy Fawcett, Carli Lloyd, Hope Solo y Alex Morgan.

## Historia

La selección estadounidense es la más fuerte del mundo desde los años 1980.

La disciplina comenzó a ganar popularidad a mediados del siglo XX, mucho más tarde de lo que apareció en Europa, que ya tenía ligas femeninas en los años 1930. En 1950 se organizó la Craig Club Girls Soccer League, la primera liga del país, integrada por cuatro equipos de San Luis (estado de Misuri) y 15 partidos componían la temporada; se dejó de jugar en 1951.
La aprobación de la legislación del Título IX en 1972 hizo obligatoria la igualdad de género en la educación, incluido el atletismo universitario, lo que condujo a equipos de fútbol femenino más organizados y al desarrollo. El fútbol universitario creó más popularidad para el juego en la década de 1980. Sin embargo, había pocas oportunidades profesionales para las mujeres en los Estados Unidos, y la primera liga nacional femenina, la USL W-League, no se establecería hasta 1995.

## Selección nacional
La selección se fundó en 1985 y participó del Mundialito Femenino, donde no ganó ningún partido. En sus primeros años jugó mayoritariamente contra equipos europeos, ya que aún existían pocas competiciones para selecciones nacionales femeninas y mejoró para el Torneo Internacional de 1988.
Después que la FIFA anunciara la primera Copa Mundial para 1991 y especialmente después de que la nación organizó el Mundial masculino de 1994, se produjo una mayor inversión en las selecciones nacionales por parte de la USSF e hizo que el equipo femenino mejorara rápidamente. La popularidad de la selección explotó después de la Copa Mundial de 1999, que las estadounidenses ganaron como resultado de tiros penales y frente a un estadio Rose Bowl con entradas agotadas. La estrecha victoria aumentó la tensión, dando al equipo una reputación más animada como deporte.

## Sistema de liga
El éxito de la selección no se ha traducido igual para el fútbol profesional de las mujeres.

#### Liga Nacional de Fútbol Femenino (NWSL)

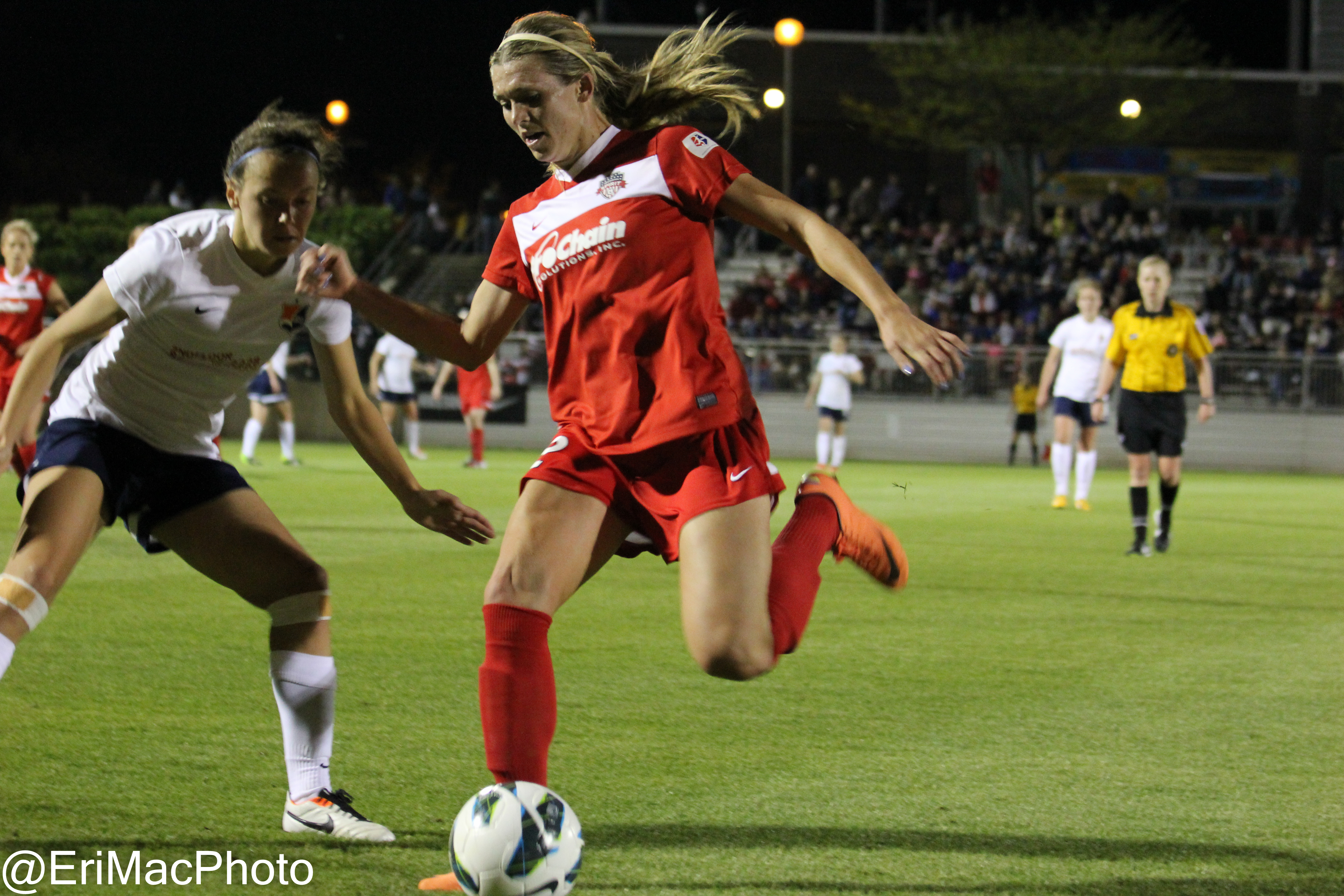
Partido de la NWSL en 2013.

Después de que la WPS cerrara en 2012, la Federación de Fútbol de EE. UU. anunció una mesa redonda sobre el futuro del fútbol profesional femenino en los Estados Unidos. La reunión resultó en la planificación de una nueva liga que se lanzará en 2013 con 12 a 16 equipos de la WPS, la W-League y la WPSL. En noviembre de 2012, la USSF, la Asociación Canadiense de Fútbol (CSA) y la Federación Mexicana de Fútbol (FMF) anunciaron que habría ocho equipos en una nueva liga de fútbol profesional femenino que sería financiada por la USSF. La USSF financiaría hasta 24 jugadores, la CSA hasta 16 y la FMF un mínimo de 12. Cuatro ex equipos – Western New York Flash, Boston Breakers, Chicago Red Stars y Sky Blue FC – se unieron a otros cuatro equipos para la temporada inaugural en 2012. Uno de esos equipos, el Portland Thorns FC, está afiliado a la MLS Portland Timbers y comparte su propiedad e instalaciones.
A cada club de la NWSL se le permite un mínimo de 18 jugadores en su lista, con un máximo de 20 jugadores permitidos en cualquier momento durante la temporada. Inicialmente, la lista de cada equipo incluía hasta tres jugadoras asignadas de la USWNT, dos jugadoras de la selección nacional femenina de México y dos jugadoras de la selección nacional femenina de Canadá a través de la asignación de jugadoras de la NWSL. México ya no asigna jugadoras a la NWSL luego del establecimiento en 2017 de su propia liga profesional femenina, la Liga MX Femenil. Cada equipo también tiene, a partir de 2016, cuatro lugares para jugadores internacionales, aunque estos lugares se pueden intercambiar. El resto del roster debe ser llenado por jugadores de los Estados Unidos.
Poco antes del comienzo de la temporada 2017, la NWSL firmó un contrato de transmisión de tres años con A+E Networks. En virtud de este acuerdo, el canal Lifetime de A+E transmite 22 partidos de la temporada regular como el Juego de la semana de la NWSL a las 4 p. m. Hora del Este los sábados por la tarde, así como toda la postemporada de la liga. El acuerdo también vio a A + E comprar una participación del 25% en la liga y recibir dos asientos en el directorio de la liga. El resto de los juegos de la liga estaban destinados a ser transmitidos exclusivamente por go90 en los U.S, pero los problemas técnicos con esa plataforma llevaron a que la NWSL también transmitiera temporalmente estos juegos en su propio sitio web.

### Divisiones
La Federación está muy involucrada en la creación y operación de la NWSL, pero inicialmente no se refirió a la liga como la Primera División. US Soccer ahora ha etiquetado oficialmente a la NWSL como una liga profesional de la División I y la ha agregado a su Consejo Profesional. A diferencia del fútbol masculino, la USSF no ha designado específicamente categorías o niveles por debajo de la NWSL. Sin embargo, la Women's Premier Soccer League (WPSL) y la United Women's Soccer (UWS) actúan como una división inferior no oficial.
| Tier         | Divisiones/de ligas | Divisiones/de ligas |
| ------------ | --- | --- |
| División I   | National Women's Soccer League (NWSL) 12 equipos | National Women's Soccer League (NWSL) 12 equipos |
| División II  | Sancionado a través de Asociación de Fútbol de Adulto de Estados Unidos (USASA)                                                                      | Sancionado a través de Asociación de Fútbol de Adulto de Estados Unidos (USASA)                                                                      |
| División II  | La liga de Fútbol del Premier de las mujeres (WPSL) +100 clubes (en 15 conferencias)                                                                 | Unió el fútbol de las mujeres (UWS) 22 clubes (en 3 conferencias)                                                                                    |
| División III | Asociación de Fútbol de Adulto de Estados Unidos (USASA) 55 asociaciones estatales en 4 regiones Ven Lista de USASA afilió ligas para lista completa | Asociación de Fútbol de Adulto de Estados Unidos (USASA) 55 asociaciones estatales en 4 regiones Ven Lista de USASA afilió ligas para lista completa |

## Fútbol aficionado

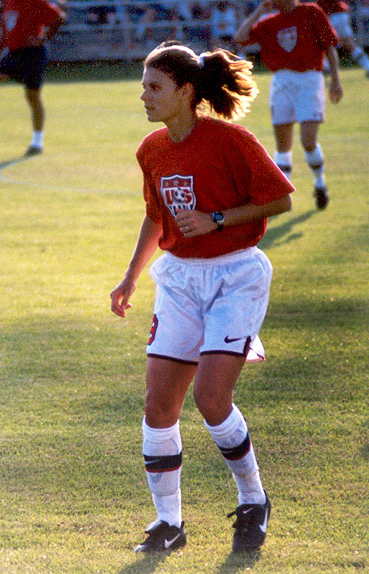
Mia Hamm es considerada la mejor futbolista del siglo XX y la mayoría de su carrera fue aficionada.

La Asociación de Fútbol para Adultos de los Estados Unidos (USASA) es una organización nacional y un organismo sancionador para el fútbol amateur en los Estados Unidos. Se compone de 55 organizaciones estatales, así como ligas regionales y nacionales. La Premier Development League de la USL y la National Premier Soccer League están afiliadas a USASA pero están diseñadas para promover una mayor competencia que las organizaciones estatales. USASA también sanciona a la Women's Premier Soccer League y la United Women's Soccer League.

### USASA National Women's Open
El Abierto Nacional de Mujeres de USASA es un torneo de fútbol femenino estadounidense organizado por USASA. Comenzó en 1996 y de 2009 a 2012 se conoció como la Copa Femenina. Antes de la formación del Open Femenino, el Amateur Femenino era la principal competición de copa nacional.
Históricamente, solo ha sido disputado por equipos aficionados y semiprofesionales, ya que los equipos de las ligas profesionales (WUSA, WPS y NWSL) no pueden participar en la competencia. Sin embargo, en 2012, las Chicago Red Stars – entonces un club profesional en WPSL Elite – ingresó y ganó la competencia. Del mismo modo, las Houston Aces profesionales de la WPSL ganaron en 2013.

## Dificultades
Los altos costos operativos y de viaje, la falta de derechos de televisión y acuerdos de patrocinio y la correspondiente falta de fondos para salarios e instalaciones de capacitación y desarrollo, y la falta de afiliación con clubes profesionales masculinos rentables han obstaculizado el crecimiento de las ligas profesionales femeninas. La NWSL paga salarios tan bajos como $7.200 por año, una cantidad que cae por debajo de cada línea de pobreza reconocida por el gobierno en los Estados Unidos y es menos que un salario mínimo federal equivalente a un trabajo de 40 horas semanales. Sus jugadoras mejor pagadas que no están afiliados a un equipo nacional se enfrentan a un tope máximo de $39.700 y los equipos están sujetos a un tope salarial de $278.000, mientras que algunas jugadoras se unen a equipos bajo acuerdos de aficionados en los que no se les puede pagar incluso si saltan al campo o son titulares. Esto es mucho menos que los predecesores de la NWSL, como la WPS, donde el salario promedio de $32.000 era casi el doble del salario promedio máximo de la NWSL de $16.850. También es poco competitivo con las ligas europeas, que fácilmente pueden pagar salarios de más de 100.000 dólares al año a jugadoras del mismo talento-

### Diferencia salarial de género

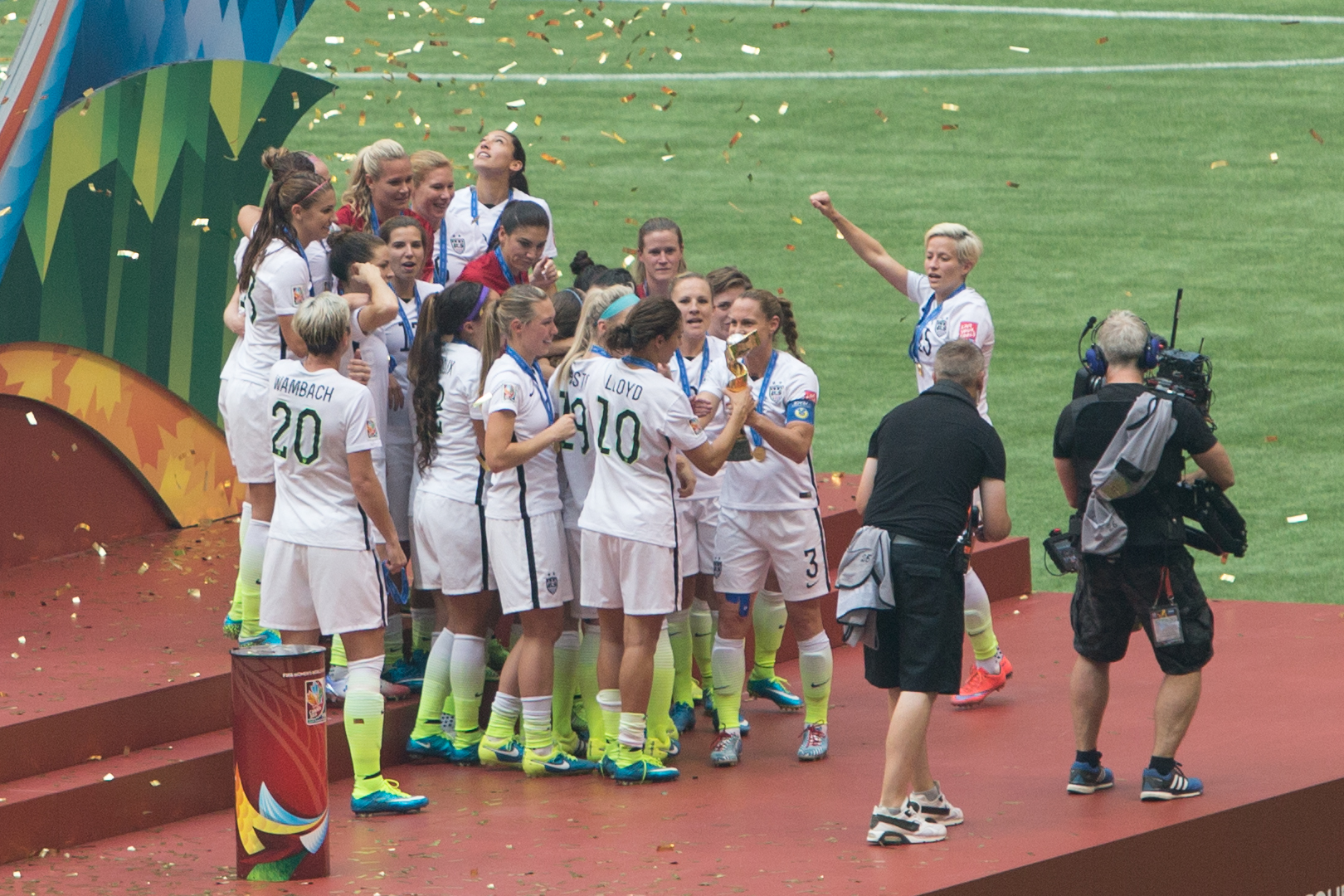
Estados Unidos obtiene su cuarta Copa del Mundo, 2019.

La selección nacional destacó aún más los problemas salariales, tanto en discrepancia con el equipo masculino como en las dificultades fiscales de los bajos salarios de la NWSL, en 2015 y 2016. La selección presentó una acción ante la Comisión de Igualdad de Oportunidades en el Empleo el 31 de marzo de 2016, alegando que se les paga 1/4 de lo que se paga al equipo masculino a pesar de generar más ingresos para la Federación de Fútbol. También afirmó que solo se les paga si ganan y se les paga menos por ganar que el equipo masculino si pierden todos los juegos. Además, para que el equipo mantenga el ritmo financiero para mantenerse al día con el equipo de fútbol masculino, se desempeñó al nivel mundial y cuando se trataba del dinero de la gira de la victoria, las mujeres tenían que pagar más solo para obtenerlo. Sin embargo, a diferencia de los hombres, solo les pagarían por presentarse. Según los últimos cuatro años y los últimos meses en 2016, la selección nacional femenina jugó más partidos entre un 40 y un 50 por ciento más que los hombres y tienen el doble de victoria que los hombres 44. Además, el equipo femenino dijo que se les brinda alojamiento inferior, ya que el equipo masculino se aloja en hoteles de lujo en comparación con las viviendas de clase baja para el equipo femenino. En julio de 2016, durante los preparativos para los Juegos Olímpicos de Verano de 2016, la selección nacional femenina vendió camisetas para apoyar un fondo fiduciario de jugadoras de la NWSL operado por la Asociación de Jugadoras del Equipo Nacional de Fútbol Femenino de EE. UU. (WNTPA). Antes de la Copa Mundial Femenina de la FIFA 2015, la jugadora de la selección nacional femenina Abby Wambach y un grupo de otras jugadoras presentaron una queja ante un tribunal canadiense sobre la superficie de juego de césped artificial del torneo. Las futbolistas argumentaron que la superficie era una forma de discriminación basada en el género, ya que los partidos de la Copa Mundial masculina se juegan exclusivamente en césped. El grupo de jugadoras abandonó la denuncia antes del torneo.

### Infraestructura
Las jugadoras también se han enfrentado a alojamientos e instalaciones inferiores a las del fútbol masculino a nivel de clubes profesionales. Después de que un juego de la NWSL de la temporada regular de 2016 entre Seattle Reign y Western New York Flash se jugó en un campo de béisbol más pequeño que las regulaciones de la liga consideradas aceptables, varias jugadoras prominentes actuales y anteriores llamaron a la liga por permitir que se jugara el juego. La exportera del equipo nacional femenino, Hope Solo, que solía jugar para el Seattle Reign de la NWSL, publicó una publicación de blog que detalla varios otros ejemplos de fallas en hoteles, instalaciones y equipos mientras jugaba para la NWSL.

### Sexismo
Otro factor que contribuye es el papel de la mujer estadounidense, que incluye la igualdad relativa (especialmente el rechazo de roles de género endurecidos) en relación con muchos otros países. Esto también se refleja en las políticas gubernamentales oficiales con respecto a las mujeres en el atletismo, específicamente el Título IX, que exige que los programas de atletismo de las universidades y las escuelas públicas apoyen el atletismo de hombres y mujeres por igual. Por el contrario, el atletismo juvenil en muchos países – incluida la mayoría de las naciones europeas, donde el desarrollo del fútbol es altamente competitivo – se centra en clubes deportivos, no en programas escolares. Por lo tanto, fuera de los Estados Unidos, las leyes que prohíben la discriminación sexual en el sistema educativo podrían tener un efecto limitado en los programas deportivos.

## Legado

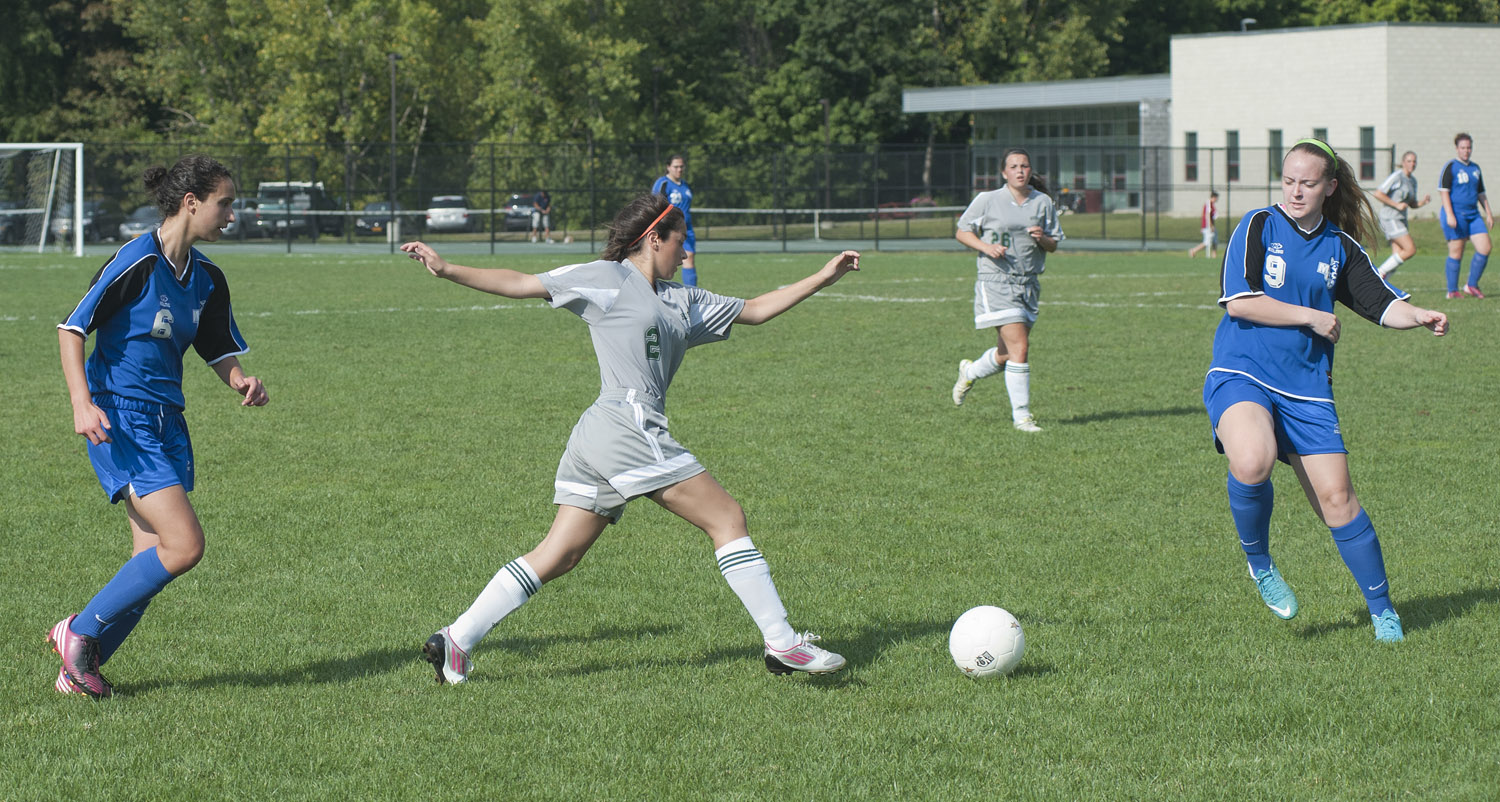
Partido entre colegios secundarios, 2012.

El enfoque de los Estados Unidos para hacer crecer el fútbol femenino ha servido como modelo para los programas de desarrollo de otros países para mujeres en todos los niveles. Así, Australia ha logrado desarrollarlo rápidamente.
La relativa falta de atención y en algunos casos las restricciones, en los países donde se juega tradicionalmente al fútbol, también podría haber contribuido al temprano dominio de los Estados Unidos. En el Reino Unido, la Asociación Inglesa prohibió que se jugara fútbol femenino en los campos de fútbol profesional de 1921 a 1973. La Federación Alemana prohibió el fútbol femenino desde 1955 hasta 1970 y Brasil prohibió legalmente a niñas y mujeres jugar fútbol desde 1941 hasta 1979.